# San Luis del Carmen
San Luis del Carmen é um município do departamento de Chalatenango, em El Salvador. Sua população estimada em 2007 era de 1 173 habitantes.